# Boris Jeljcin
Boris Nikolajevič Jeljcin (rus. Борис Николаевич Ельцин;  Jekaterinburg, 1. veljače 1931. – Moskva, 23. travnja 2007.), ruski političar i predsjednik.
Po obrazovanju je inženjer, a članom KPSS-a postao je 1961. godine. Od sredine sedamdesetih godina 20. stoljeća počeo se uspinjati u stranačkoj hijerarhiji, ali u prvi plan je došao nakon što ga je Gorbačov, kao čovjeka od povjerenja, doveo u Moskvu i imenovao šefom gradske organizacije KPSS-a. Na toj dužnosti Jeljcin se iskazao izuzetnim organizatorskim sposobnostima, ali je uskoro došao u sukob s Gorbačovom jer je zagovarao radikalniju provedbu perestrojke. Pod pritiskom konzervativnih snaga Gorbačov je smijenio Jeljcina s mjesta šefa gradske organizacije KPSS-a, ali istovremeno je otišao na novu dužnost zamjenika ministra graditeljstva. 
Pod povećalo javnosti dolazi u svibnju 1990. godine kada je izabran za predsjednika ruskog parlamenta u kojem je otvoreno promicao ideju ruske nezavisnosti. U lipnju iste godine ruski su deputati inaugurirali nadređenost republičkih zakona nad zakonima sovjetske federacije, a mjesec dana nakon toga Jeljcin je demonstrativno istupio iz komunističke stranke. U lipnju 1991. godine izabran je za prvog predsjednika Ruske Federacije, a potom je skupina vodećih ortodoksnih komunista (potpredsjednik Janajev, šef KGB-a Krjučkov, ministri obrane i unutarnjih poslova Jazov i Pugov) pokušala je u kolovozu 1991. godine uz pomoć vojske državnim udarom zaustaviti Jeljcinov pohod prema vlasti. Ali kada su elitne postrojbe sovjetske vojske Alfe otkazale poslušnost pučistima, a ugledni generali - Lebed, Gromov i Gračov povezali se s Jeljcionom, uz svestranu podršku naroda, puč je neslavno propao. Tada u trenucima najteže krize Jeljcin se obratio masi s oklopnog transportera i u oštrom govoru pozvao narod i vojsku na utemeljenje nove, samostalne i suverene Rusije. Na takvo što nije se dugo čekalo, jer već je krajem kolovoza 1991. godine Jeljcin potpisao dekret o zabrani djelovanja KPSS-a i konfiskaciji partijske imovine, a početkom prosinca iste godine, uz potporu predsjednika parlamenata Ukrajine i Bjelorusije, Kravčuka i Šuškeviča, Sovjetski Savez bio je izbrisan s političke karte svijeta. 
Do neuspjelog puča Jeljcin je bio u političkoj sjeni. No, nakon neuspjeha puča i dijelom zahvaljujući baš tome, Jeljcin se ruskoj javnost nameće kao protuteža pučističkim snagama. To mu je pomoglo da se u prosincu iste godine usvoji novi ustav prema kojem je predsjednik Ruske Federacije imao gotovo carske ovlasti. Na narednim izborima (1995.) najviše su glasova dobili neokomunisti Genadija Zjuganova i profašisti pod vodstvom Žirinovskog, ali je Jeljcin zahvaljujući Ustavu mogao posve mirno, i bez straha od njemu nenaklonjene parlamentarne većine, vladati državom. 
Usprkos sve lošijoj gospodarskoj situaciji Jeljcin u Zakavkazju započinje rat protiv tzv. secesionista što Rusiju dovodi u još težu situaciju. Rusko gospodarstvo posrće, inflacija sve brže raste, korupcijske afere potresaju zemlju, a mafija postaje sve prisutnija. Zemlja se našla u agoniji. Nekako u to vrijeme javnost saznaje za veliku aferu pranja novca u kojoj su glavno riječ vodili Jeljcinov savjetnik Pavel Borodin i Jeljcinova kćerka Tatjana. Navodno su na privatne račune prenijeli 25 milijuna dolara iz državne blagajne, a svoje prste u tome je navodno imao i Anatolij Čubais, Jeljcinov čovjek od povjerenja. Tada se Jeljcin sve više odaje vodki i počinje teže oboljevati. To je ujedno i vrijeme kada u kratkim vremenskim razmacima smjenjuje premijere (Kirijenko, Černomirdin, Primakov), želeći tako svaliti krivnju za katastrofalnu ekonomsku situaciju u zemlji na njih. Pod pritiskom liječnika i suradnika, shrvan alkoholom i operacijama na srcu (čak pet) te unatoč dugom opiranju 31. prosinca 1999. godine podnosi ostavku na mjesto predsjednika države.